# Восгерчян, Луиза
Луиза Восгерчян (англ. Luise Vosgerchian; 9 ноября 1922, Уотертаун, штат Массачусетс — 13 марта 2000, Эктон, штат Массачусетс) — американская пианистка и музыкальный педагог.

## Биография
Армянского происхождения
Окончила Консерваторию Новой Англии (1945). С 1949 года совершенствовалась в Париже, изучая композицию у Нади Буланже. Вернулась в США в 1956 году, преподавала в Университете Брандейса, а с 1959 года до выхода на пенсию в 1990 год — в Гарвардском университете (с 1971 года — профессор). Занималась, главным образом, непрофильными для студентов дисциплинами: преподавала общее фортепиано непианистам, вела курс «Структура и формы в музыке и развитии», открытый для студентов университета, не являющихся практикующими музыкантами… Среди учеников Восгерчян, отмечавших её влияние на себя, были, в частности, Джон Кулидж Адамс и Йо-Йо Ма.
Как пианистка много выступала с Бостонским симфоническим оркестром под управлением Сергея Кусевицкого и Шарля Мюнша, а также в дуэте со скрипачкой Рут Посселт. В репертуаре Восгерчян значительное место занимала современная американская музыка, в том числе сочинения Аарона Копленда, Лукаса Фосса, Уолтера Пистона, Леона Киршнера и др.